# Werner Studentkowski
Werner Studentkowski (né le 20 septembre 1903 à Kiev et mort le 26 janvier 1951 à Rinteln) est un homme politique allemand (NSDAP). 

## Biographie
Werner Studentkowski est né à Kiev en 1903 de parents allemands. Après avoir étudié au lycée à Magdebourg, il effectue un apprentissage bancaire de deux ans à Magdebourg et Iéna. Il travaille ensuite brièvement comme commis de bureau à Leipzig. De 1925 à 1927, il étudie le droit et l'économie à l'Université de Leipzig, mais doit interrompre ses études pour des raisons financières. En 1929, il s'inscrit à la philosophie. En outre, il suit des cours d'histoire, de sociologie et de journalisme. 
Après s'être engagé dans l'Union nationale-socialiste des étudiants allemands au cours de ses premières études, Studentkowski commence également à travailler pour le NSDAP, dont il est membre depuis le 8 mai 1925 (numéro de membre 3.815) pour parler et organiser. En 1927, il est chargé par le jeune Gauleiter berlinois Joseph Goebbels, que Studentkowski a rencontré à l'automne 1926, d'organiser le travail de propagande du NSDAP dans la province de Brandebourg. De 1927 à 1928, il travaille comme orateur de Gau pour le NSDAP puis comme orateur du Reich. En novembre 1933, il est nommé chef de la formation régionale pour le NSDAP de Saxe. 
Du 22 juin 1930 au 14 novembre 1933, Studentkowski occupe sa première fonction publique en tant que membre du NSDAP au Landtag de l'État libre de Saxe. Depuis 1931, il étudie en parallèle avec Hans Freyer. En tant que membre du Landtag il est remarqué, entre autres, par un discours parlementaire dans lequel il - selon les idées nationales-socialistes - amène des personnes «de race pure» et «impures» dans une analogie avec le règne animal: il développe l'idée que les «personnes de race pure» se comportent envers les races impures de la même manière que les chiens de race se comportent envers les porcs; alors que les chiens (de race pure) pourront être formés à la maison par l'éducation - et ainsi devenir des membres utiles de la communauté domestique - cela n'est pas possible avec les porcs (c'est-à-dire les impurs), de sorte qu'en fin de compte, ils sont seulement aptes à être abattus. 
Immédiatement avant l'arrivée au pouvoir des nationaux-socialistes au printemps 1933, Studentkowski devient membre du conseil municipal de Leipzig au début de janvier 1933. En novembre 1933, il est également élu député du Reichstag, qui est maintenant complètement indépendant politiquement, et auquel il va appartenir pendant près de onze ans et demi en tant que représentant de la circonscription 29 (Leipzig). 
Dans les années 1933/1934, Studentkowski est responsable de l'éducation politique à l'Université de Leipzig sous la dénomination de "travailleur scientifique non qualifié". Le 1er février 1934, il est finalement nommé au rang de conseiller principal du gouvernement au ministère saxon de l'Éducation, où il prend la direction du département universitaire et de l'Office national-socialiste de l'éducation des adultes. À ce titre, il appartient à Studentkowski de réorganiser le fonctionnement de l'université saxonne selon les idées national-socialistes: comme chaque nouvelle nomination et chaque licenciement pour des raisons politiques passe par son bureau, il est responsable dans les années suivantes notamment de l'alignement de la politique du personnel des universités sous son contrôle. En 1941, Studentkowski démissionne du ministère de l'Éducation après des conflits avec le Gauleiter Martin Mutschmann . 
De 1941 à 1945, Studentkowski travaille comme Reichsamtsleiter dans la gestion de la propagande du Reich du NSDAP à Berlin. En outre, il est Oberführer (1942)  au siège de l'état-major de la SA. À partir de 1944, Studentkowski est utilisé dans la Waffen-SS en Lorraine. Plus tard, il fait prisonnier de guerre par les Soviétiques dont il est libéré pour cause de maladie après la fin de la Seconde Guerre mondiale . Il travaille ensuite travaillé comme collecteur d'herbes médicinales. 
Studentkowski vit sous le faux nom de Walter Strohschneider, qu'il a acquis en 1945 au plus tard dans la zone d'occupation britannique. Par conséquent, il ne subi pas de processus de dénazification . 
Son fils est Heinrich Studentkowski (1938-2000), membre du Landtag de Rhénanie-Palatinat et dernier président du district de Trèves

## Travaux
- Arbeit, Wirtschaft, Recht. J. F. Lehmanns Verlag, München, DNB 57875858X.